# 全国漁業協同組合連合会
全国漁業協同組合連合会（ぜんこくぎょぎょうきょうどうくみあいれんごうかい、英称：National Federation of Fisheries Co-operative Associations）は、全国の沿岸漁業協同組合（JF）・都道府県漁業協同組合連合会などから構成される漁業協同組合。愛称は「JF全漁連」。経済事業や購買・販売事業、組織指導、監査、広報活動を行っている。

## 沿革
- 1952年 - 設立。
- 1953年 - 漁船燃料事業開始。
- 1957年 - 販売・資材購買事業開始。
- 1958年 - 国際協同組合同盟加盟。
- 2001年 - 漁協系統共通のJFマーク制定。
- 2014年 - プライドフィッシュの活動を開始[1]。
- 2021年1月12日 - 本部事務所を千代田区内神田のコープビルから中央区新川に移転[2]。

## 子会社
- 株式会社中央漁業公社
- 協同水産流通株式会社
- ぜんぎょれん八戸食品株式会社
- ぜんぎょれん食品株式会社